# Passage West
Passage West (in irlandese: An Pasáiste Thiar) è una cittadina nella contea di Cork, in Irlanda.

## Amministrazione

### Gemellaggi
Chasseneuil-du-Poitou